# سعد أباد (بوشهر)
سعد أباد هي مدينة إيرانية وهي مركز بلدة سعد آباد التابع لمقاطعة دشتستان من محافظة بوشهر في جنوب إيران، كان عدد سكانها سنة 2004 حوالي 7119 نسمة.
1. 1 2  GeoNames (بالإنجليزية), 2005, QID:Q830106
2. 1 2 3  "جمعیت به تفکیک تقسیمات کشوری" (بالفارسية). اطلع عليه بتاريخ 2023-10-29.